# Pyura beta
Pyura beta is een zakpijpensoort uit de familie van de Pyuridae. De wetenschappelijke naam van de soort werd voor het eerst geldig gepubliceerd in 2019 door Skinner, Rocha en Counts.